# Stazione di Modena Piazza Manzoni
Stazione di Modena Piazza Manzoni vasútállomás Olaszországban, Modena településen.

## Vasútvonalak
Az állomást az alábbi vasútvonalak érintik:
- Modena–Sassuolo-vasútvonal

## Kapcsolódó állomások
A vasútállomáshoz az alábbi állomások vannak a legközelebb:
- Modena Policlinico railway halt (Stazione di Modena, Modena–Sassuolo-vasútvonal)
- Modena Fornaci railway halt (Stazione di Sassuolo Terminal, Modena–Sassuolo-vasútvonal)
- Vaciglio railway station (Modena-Vignola-vasútvonal)
- Scalo Nonantolano railway station (Modena-Mirandola-vasútvonal)